# 火连畈茶场
火连畈茶场是中华人民共和国湖北省黄冈市红安县下辖的一个类似乡级单位。

## 行政区划
火连畈茶场下辖以下村级行政区划单位：
高河村、火连畈村和团山村。